# Đủng đỉnh (thực vật)

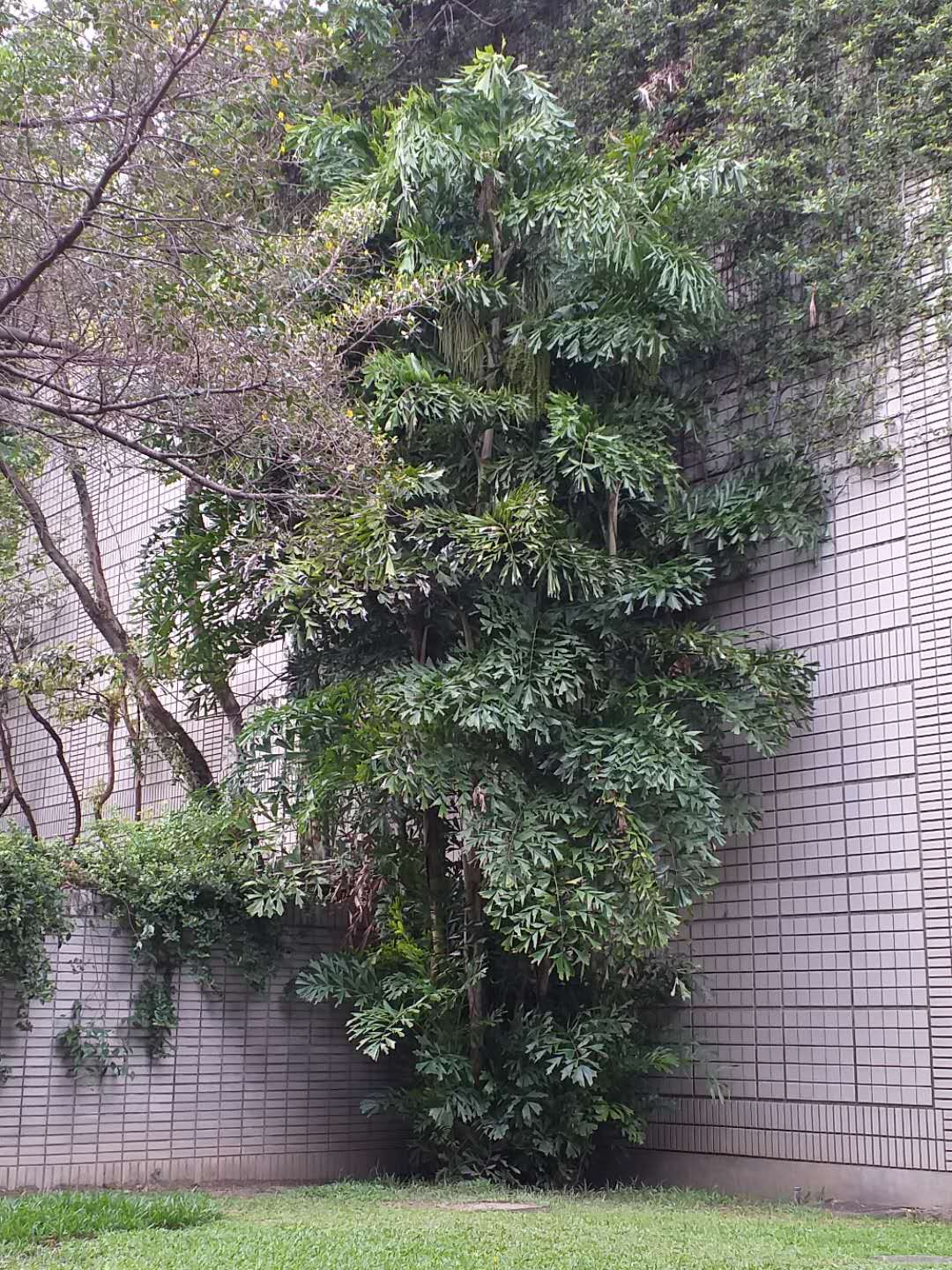
Caryota mitis

Đủng đỉnh, đùng đình hay móc (danh pháp hai phần: Caryota mitis), là loài thực vật có hoa thuộc họ Cau (Arecaceae). Loài này được Lour. miêu tả khoa học lần đầu tiên vào năm 1790.

## Mô tả
Thân hình trụ, mọc thành bụi, do đâm chồi từ gốc. Thân do nhiều bẹ lá tạo thành. Lá kép lông chim hai lần, dài 1 - 2 m, gồm nhiều lá chét mọc so le. Phiến lá hình tam giác lệch, gốc nhọn, bìa trên có răng cưa nhỏ, dài 15 - 20 cm, gân lá xếp như nan quạt, phiến lá dai.
Cụm hoa gồm 5 - 6 bông mo, mỗi bông mo dài 30 – 40 cm, mang hoa dày đặc. Hoa đơn tính cùng gốc, mỗi hoa cái có kèm 2 hoa đực. Mỗi chùm hoa gọi là buồng. Khi mang trái gọi là buồng trái (kiểu như gọi buồng cau). Buồng hoa mọc từ thân ra, trên trước, dưới sau, do đó quả của buồng trên trưởng thành trước quả buồng dưới.
Quả hình cầu, đường kính 1 - 1,5 cm, vỏ nhẵn màu đen, mỗi quả có 1 hạt.
Đặc biệt trái đủng đỉnh rất ngứa nếu tiếp xúc khi cơ thể có mồ hôi.

## Công dụng
Trước đây ở nông thôn Nam Bộ, người ta thường dùng hoa và lá đủng đỉnh để trang trí đám cưới. Hiện nay có nơi, cây đủng đỉnh được trồng làm cảnh.

## Hình ảnh

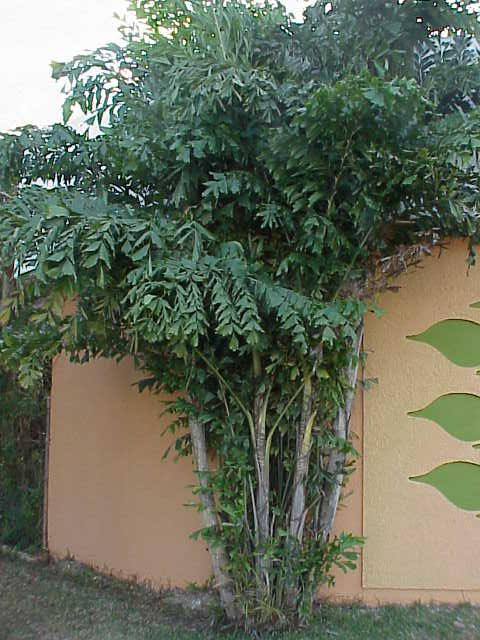
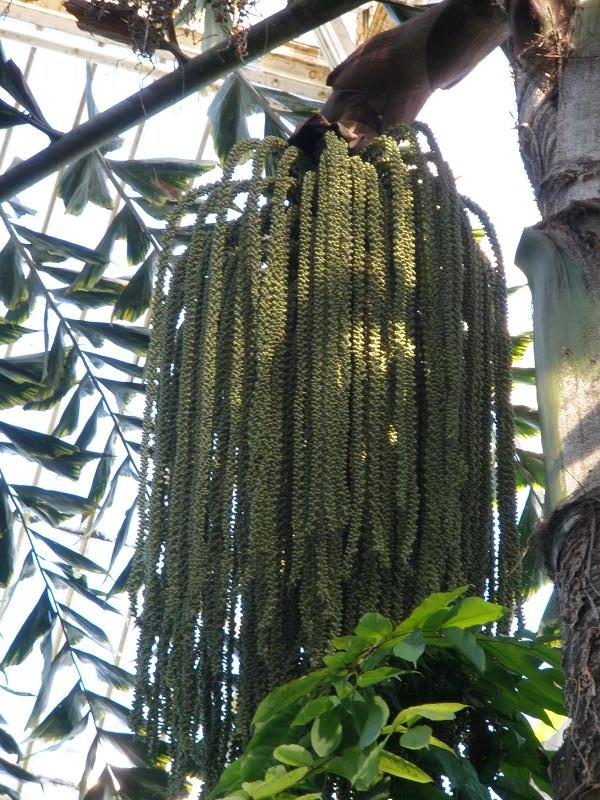
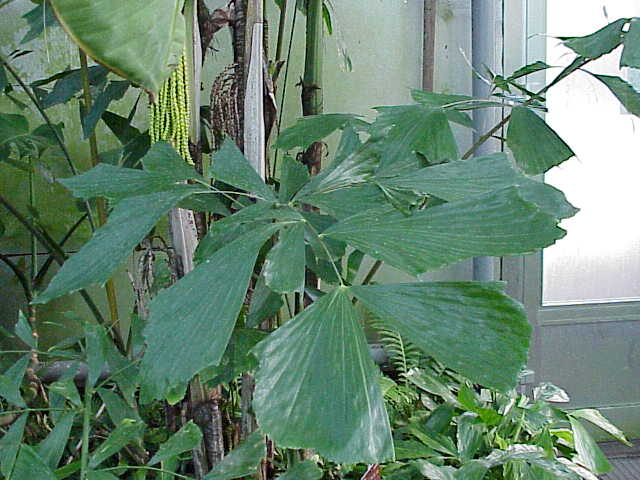
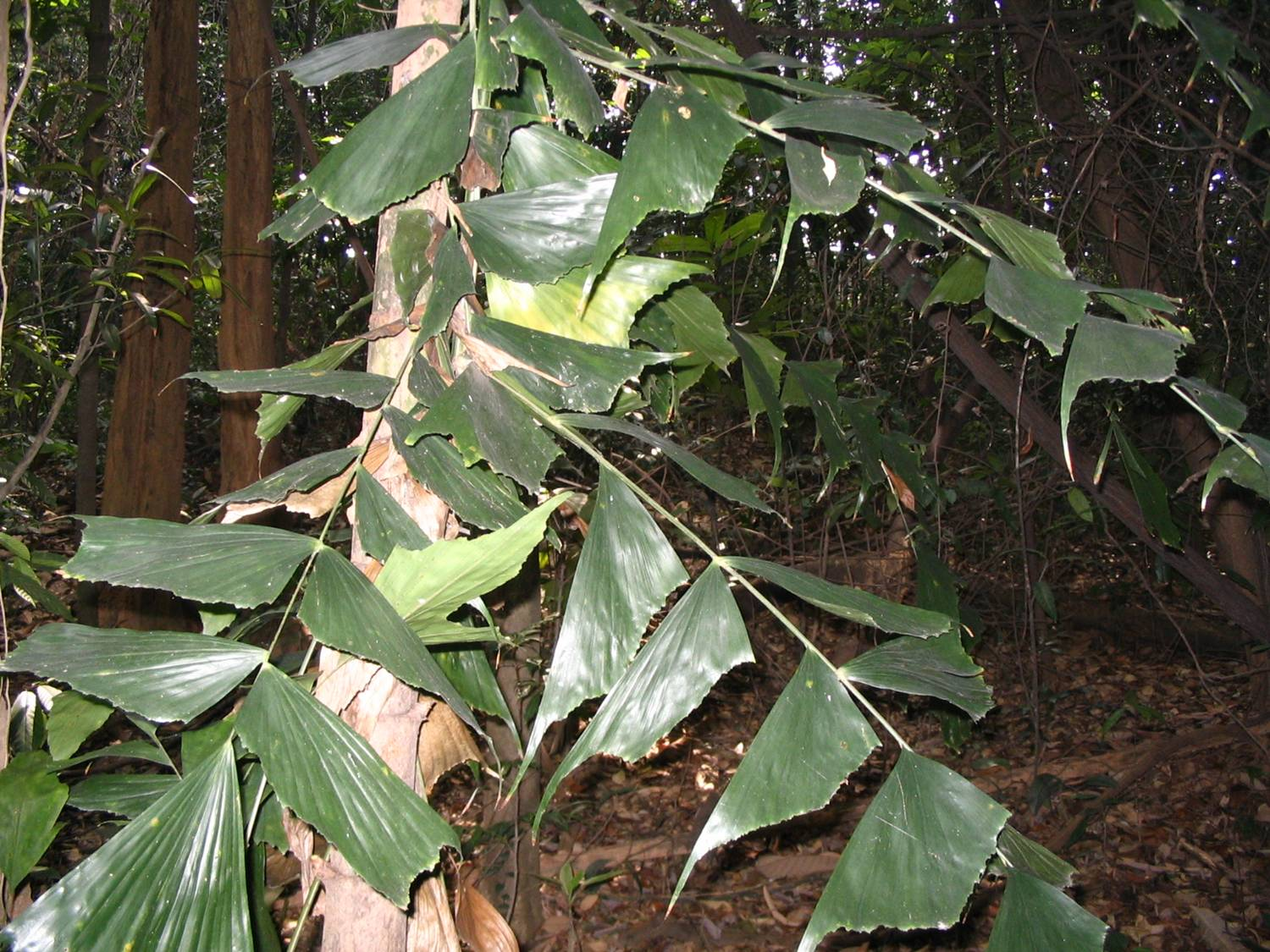